# Friedrich Bernhardi

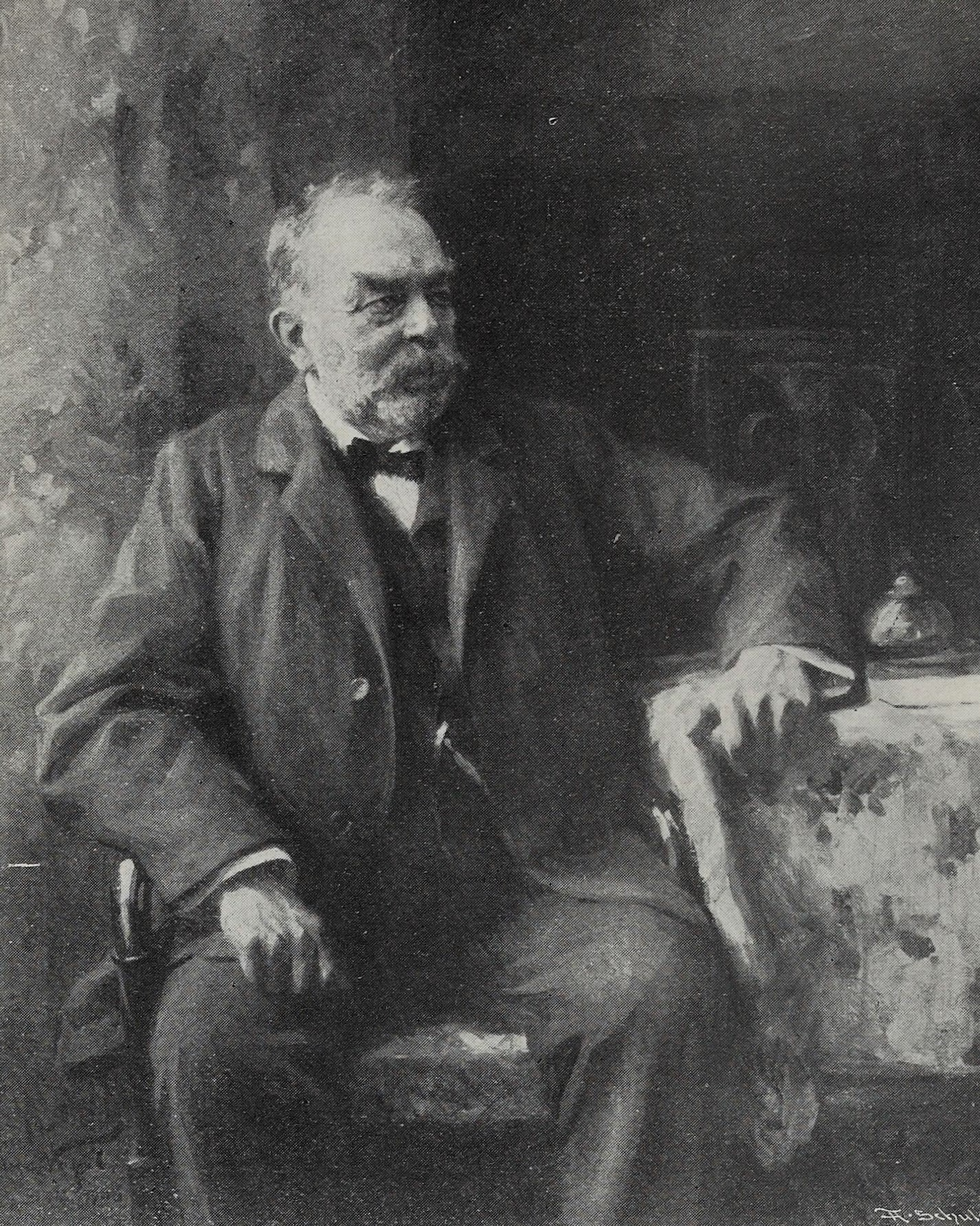
Friedrich Bernhardi, gemalt von Hugo Vogel

Friedrich Bernhardi (* 25. November 1838 in Krummendorf bei Züllichau; † 4. Februar 1916 in Krummendorf) war ein deutscher Bergbauindustrieller.

## Leben
1873 wurde Bernhardi Direktor der Berg- und Hüttenwerke bei der Gesellschaft von Giesches Erben. Später leitete er die Berg- und Hüttenwerke als Generaldirektor und Geheimer Bergrat. 1904 ging er in den Ruhestand. 
Neben seinen Verdiensten um den Betrieb, kümmerte sich Bernhardi auch um den Bau von Wohnhäusern für die Arbeiter und gründete eigene Konsumvereine.
Bernhardi war von 1883 bis 1904 Vorsitzender des Oberschlesischen Berg- und Hüttenmännischen Vereins.

## Veröffentlichungen
- Zur Karte der Beuthener Erzmulde: den Theilnehmern am V. Allgemeinen Deutschen Bergmannstage gewidmet vom Oberschlesischen Berg- und Hüttenmännischen Verein. Selbstverlag des Oberschles. Berg- u. Hüttenmännischen Vereins, Kattowitz 1892.